# Dávid Sigér
Dávid Miklós Sigér (ur. 30 listopada 1990 w Debreczynie) – węgierski piłkarz grający na pozycji pomocnika w węgierskim klubie Sepsi OSK oraz reprezentacji Węgier. Uczestnik Mistrzostw Europy 2020.

## Sukcesy

### Klubowe
Ferencvárosi TC
- Mistrz Węgier (5×): 2018/2019, 2019/2020, 2020/2021, 2021/2022, 2022/2023,